# Ngựa vằn Nam Phi
Ngựa vằn Nam Phi (Danh pháp khoa học: Equus zebra zebra) là một phân loài của loài ngựa vằn núi phân bố giới hạn ở các vùng miền núi thuộc các tỉnh miền Tây và Đông Cape của Nam Phi. Chúng là phân loài ăn cỏ và ăn hoa nhưng trong những lúc thiếu hụt thực phẩm, chúng sẽ bứt lá trên cây bụi và cây cối. Nó từng được coi là một loài riêng biệt từ phân loài ngựa vằn núi Hartmann, nhưng trong sự minh bạch của những bằng chứng về gen giữa hai nhóm này hiện nay được coi là phân loài của ngựa vằn núi.

## Đặc trưng
Còn được gọi với cái tên khác là ngựa vằn núi hay ngựa vằn Cape, ngựa vằn Nam Phi có phân bố trên những dãy núi và cao nguyên (ở độ cao hơn 2.000m so với mực nước biển) ở Nam Phi. Loài ngựa này chỉ ăn cỏ và thỉnh thoảng ăn bụi cây nên chúng có thể tồn tại trong điều kiện sa mạc và bán hoang mạc. Do có phân bố ở vùng núi cao nên ngựa vằn Nam Phi có thể leo núi, leo dốc khá thuần thục. Điều đặc biệt trái ngược là chúng lại rất vụng về trong việc xuống dốc và chịu đựng mưa tuyết (điều kiện khí hậu thường thấy ở những dãy núi cao tại Nam Phi).
Ngựa vằn núi Cape hơi khác phân loài ngựa vằn Hartmann là ở chỗ chúng có tai dài hơn và diềm cổ không được lớn hơn. Trong cấu trúc cơ thể của nó là phân loài nhỏ nhất của ngựa vằn. Sọc nó là có màu đen và sát nhau trên một nền trắng. Những mảng sọc này rất rộng trên hai chân sau trên, nhưng hẹp về phía thân trước và phần đầu. Các sọc vằn tiếp tục lan đến tất cả các chỗ xuống các móng guốc, nhưng dừng lại trên hai cánh, và có màu trắng ở bụng. Chúng có cái mõm đen khá rõ hơn so với phân loài ngựa vằn Hartmann vốn có màu nhạt hơn. Chúng cao từ 116–128 cm và nặng từ 230–260 kg.

## Tập tính
Chúng được tìm thấy trên sườn núi, đồng cỏ, rừng cây và các khu vực có đủ lượng thực vật, nhưng môi trường sống ưa thích của chúng là địa hình đồi núi, đặc biệt là vách đá dựng đứng với một sự đa dạng của các loài cỏ, bởi vậy chúng mới được xếp vào loài ngựa vằn núi. Ngựa vằn núi sống trong môi trường sống nóng, khô, đá, đồi núi. Chúng thích sườn núi và cao nguyên cao như 1.000 mét (3.300 ft) trên mực nước biển, mặc dù chúng di chuyển thấp hơn trong mùa đông. Chế độ ăn uống ưa thích của chúng là cỏ, nhưng trong những lúc thiếu ăn chúng sẽ bứt lá, ăn vỏ cây, cành cây, lá, chồi, trái cây và rễ cây. Chúng uống nước mỗi ngày. Khi không có mặt nước do hạn hán, chúng thường cào đất để đào thành những cái hố nhỏ nhằm lấy nước ngầm trong những lòng sông khô.
Ngựa vằn Nam Phi thường sống thành từng bầy nhỏ, với tỷ lệ một đực - năm cái. Với trọng lượng từ 240 – 372 kg, ngựa vằn Nam Phi được coi là biểu tượng huyền ảo của đất nước Nam Phi. Ngựa vằn Nam Phi cũng là loài ngựa có tuổi thọ lâu nhất với vòng đời đạt từ 25 năm trở lên và lâu nhất là 30 năm. Tuy nhiên, loài ngựa này không thể thuần chủng và cá thể duy nhất được nuôi nhốt trong một vườn thú ở Nam Phi đã chết vào đầu năm 1990. Ngựa vằn núi không hòa chung vào đàn gia súc lớn như đồng bằng ngựa vằn, chúng tạo thành các nhóm nhỏ gia đình gồm một con ngựa duy nhất và có từ 1-5 con ngựa cái, cùng với con cái của chúng. Những con đực đơn độc sống trong các nhóm riêng biệt, những con đực trưởng thành cố gắng để bắt cóc con ngựa cái nhỏ để thiết lập một hậu cung. Trong đó chúng sẽ bị chống đối bởi những con ngựa đực thống trị của nhóm.
Ngựa vằn núi Cape phân bố trong các nhóm nhỏ gồm hai loại: nhóm gia đình và các nhóm đơn độc. Một nhóm gia đình gồm một con ngựa trưởng thành và lên đến khoảng năm ngựa cái (thường là hai hoặc ba) cộng với con cái của chúng. Những liên hệ mà không thể có được ngựa cái liên kết lỏng lẻo trong các nhóm độc thân. Các thành viên của một nhóm gia đình bình thường ở lại với nhau trong nhiều năm; một con ngựa đực ở Vườn quốc gia Núi Zebra được biết là đã ở lại với đàn của mình trong hơn một thập kỷ cho đến khi nó đã được ít nhất 17 tuổi.
Ngựa vằn núi Cape con ngựa vằn núi bỏ ra khỏi đàn bà mẹ của chúng đôi khi trong độ tuổi từ 13-37 tháng. Những con ngựa cái sẽ cho ra đời một chú ngựa nhỏ tại một thời điểm. Các chú ngựa chủ yếu là bú sữa mẹ nó trong khoảng một năm, sau đó nó được cai sữa và thức ăn gia súc rắn. Những con đực có thể đi lang thang một mình trong một thời gian trước khi gia nhập một nhóm đực độc thân, trong khi những con hoặc đưa vào một đàn giống hoặc nối kết bằng một nhóm độc thân nam để tạo thành một đàn giống mới.
Cũng như các loài ngựa vằn khác, chúng có tính hung dữ, khó thuần hóa, thiên tính của chúng rất khó đoán trước được, thường thích đá lại hay cắn. Việc dạy cho ngựa vằn cách học kéo xe cũng vậy, chúng rất dễ kinh hãi dưới áp lực. Và khi chúng bắt đầu trưởng thành thì những con ngựa vằn thường dữ hơn những con ngựa thông thường rất nhiều. Điều đặc biệt nguy hiểm từ những con ngựa vằn là khi cắn chúng thường sẽ không nhả, nên nuôi dưỡng ngựa vằn được xếp vào một trong những việc cực kì khó khăn.
Ngoài ra, trong quần thể ngựa có cấu trúc phân cấp, kết cấu tập quán gia đình. Một con ngựa đầu đàn là con ngựa đực, tiếp đến có khoảng 6-7 con ngựa cái và thêm những con ngựa con. Những con ngựa này đều biết vai trò cũng như vị trí của chúng trong đàn. Chúng chịu sự chi phối của con ngựa đầu đàn, và sẵn sàng làm theo mọi điều khiển của nó, con người chỉ cần chế ngự thuần hóa duy nhất con ngựa đầu đàn thì có thể "dạy dỗ" luôn cả những con khác. Thế nhưng, ngựa vằn lại là một trong những loại không hề có lối sống này.

## Cơ chế tự vệ

### Kỹ năng
Từ trước đến nay, phân loài động vật này thường được đề cập đến như những kẻ đáng thương trước thú săn mồi, nhưng thực sự chúng không phải là loài hiền lành, dễ dàng để kẻ khác tấn công. Ngựa vằn với cơ thể to lớn và khỏe mạnh có thể đánh đuổi những loài thú ăn thịt, kể cả những con báo. Trong nhiều tình huống, những cú đá như trời giáng của chúng có thể khiến con sư tử té lăn quay xuống đất. Những con ngựa đực thường xuyên rèn luyện kỹ năng đá bằng 2 chân sau. Đôi khi, những con ngựa trong đàn cũng đấu với nhau để rèn luyện kỹ năng chiến đấu.
Khi được 5 tuổi, các con ngựa đực chuẩn bị cho cuộc sống gia đình của riêng nó sau này. Những bài tập chiến đấu giữa các con ngựa đực diễn ra rất thường xuyên. Lớn thêm một chút nữa chúng sẽ có thể sử dụng thành thục kỹ năng đá bằng chân sau. Ngựa vằn là loài động vật ăn cỏ duy nhất trên đồng cỏ phát triển kỹ năng đá mạnh mẽ. Hàng ngày, chúng đều tập luyện kỹ năng đó bằng trò đá lẫn nhau. Ngựa vằn có được sức mạnh nhờ thường xuyên tham gia những cuộc rèn luyện như thế.
Sự dũng mãnh đó sẽ được truyền lại cho thế hệ tiếp theo. Bằng cách tập hợp lại thành đàn đông, những con ngựa vằn có thể bảo vệ lẫn nhau. Mùa mưa cũng là mùa ngựa vằn nuôi con. Ngựa cái cố ăn thật nhiều cỏ để bồi dưỡng sức khỏe. Sư tử là loài thú ăn thịt mà ngựa vằn cảm thấy sợ nhất. Tuy nhiên, khi tập trung lại thành nhóm, đàn ngựa vằn trở nên rất đáng sợ với thú săn mồi. Một đàn ngựa vằn đông đúc sẽ khiến con sư tử phải từ bỏ ý định đi săn.

### Sọc vằn
Các tế bào melanocyte dưới da có vai trò sản xuất sắc tố màu lông. Đối với ngựa vằn cũng vậy, các tế bào melanocyte này quyết định màu sắc của chúng. Dựa trên việc phân tích các tế bào sắc tố này trong giai đoạn phôi thai của ngựa vằn, màu đen của ngựa vằn là kết quả của kích hoạt sắc tố bởi tế bào melanocyte, trong khi đó màu trắng là kết quả của sự ức chế sắc tố. Màu đen chính là màu sắc chính của chúng, còn các sọc trắng là kết quả của sự ức chế các tế bào melanocyte khiến cho chúng không tạo ra được màu đen và do đó có các sọc trắng. Màu sắc đặc biệt này có tác dụng rất lớn giúp chúng tồn tại trong điều kiện khắc nghiệt tại miền nam châu Phi. Màu sắc đen trắng xen kẽ giúp chúng làm giảm tới 70% nhiệt của ánh Mặt trời hấp thụ vào cơ thể.

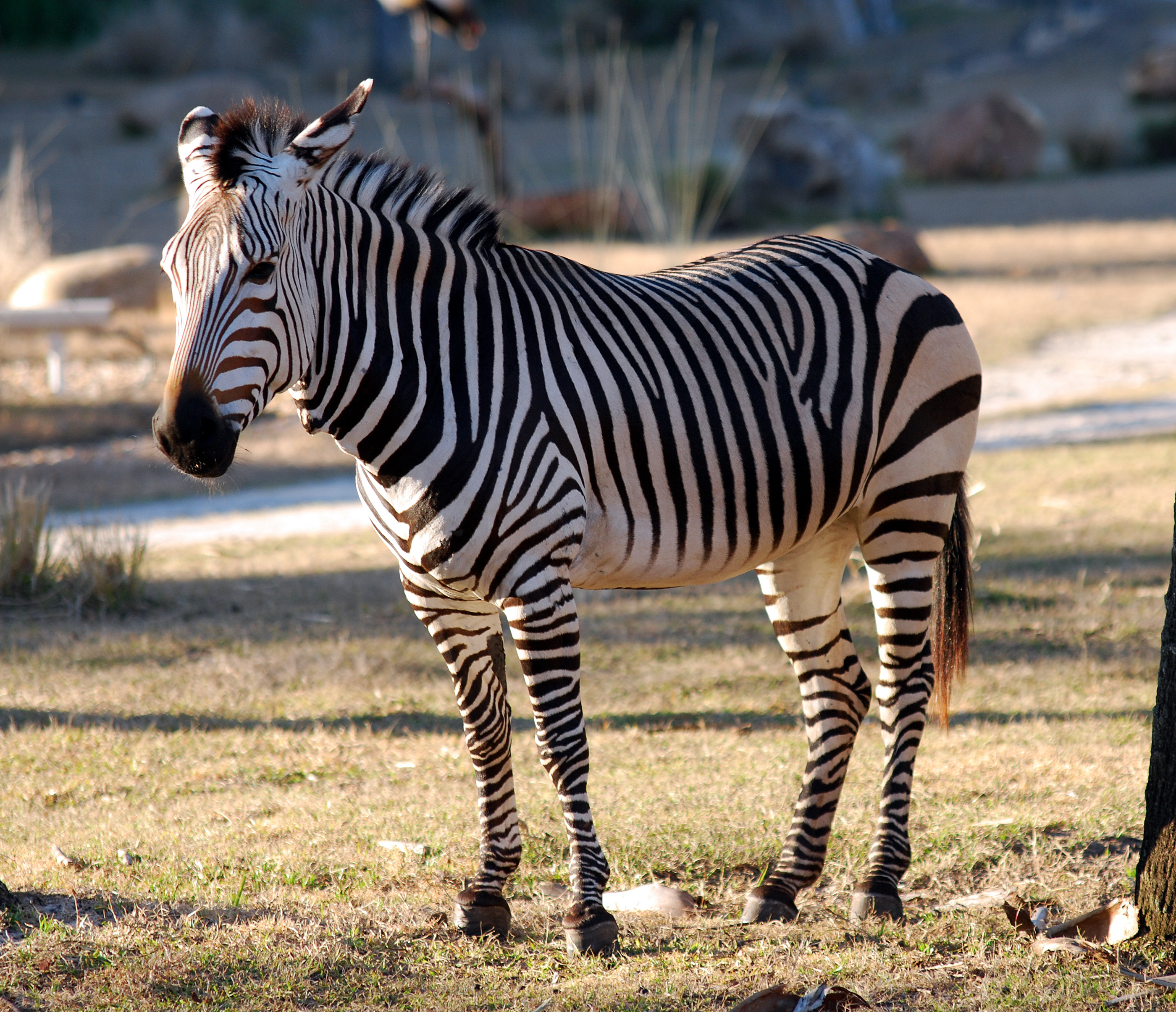
Sọc vằn của ngựa vằn Nam Phi

Sọc ngựa vằn có chức năng truyền tín hiệu xã hội, ngụy trang vào lúc bình minh hoặc hoàng hôn trong môi trường đồng cỏ. Cách bố trí các sọc trên cơ thể ngựa vằn cũng rất độc đáo, nó tạo ra các dấu hiệu riêng cho mỗi con ngựa vằn giống như dấu vân tay của con người. Còn đối với ngựa vằn thì đó là các sọc ở vai hoặc cổ, giúp chúng nhận biết các thành viên trong đàn. Ngoài việc tự vệ, các đường kẻ sọc trên cơ thể ngựa vằn còn mang đến cho chúng một số thuận lợi khác.
Sọc vằn sẽ giúp một cá thể đơn lẻ nhanh chóng nhận ra bầy đàn nhờ những hoa văn bắt mắt đó. Và như vậy sẽ giảm nguy cơ bị lạc đàn. Như vân tay người, hoa văn của mỗi con ngựa vằn đều khác nhau. Các hoa văn đó giúp các con ngựa nhận biết nhau dù ở khoảng cách khá xa. Vì vậy ngay từ khi mới sinh ra, ngựa con đã học cách nhận biết hoa văn trên cơ thể của các thành viên khác trong đàn. Các đường kẻ sọc giúp ngựa vằn ngụy trang thoát khỏi sự chú ý của các con thú ăn thịt đồng thời cũng là đặc điểm nhận dạng của bầy đàn.
Các hoa văn đó rất có ích cho sự tồn tại của loài động vật này ở vùng đồng cỏ. Nhờ sọc cơ thể con ngựa hòa lẫn với môi trường sống có nhiều cỏ. Các hoa văn này là một cách tự vệ tự nhiên. Những đường kẻ sọc sẽ giúp bảo vệ ngựa vằn khỏi các loài động vật ăn thịt nhờ tạo ra ảo ảnh quang học. Sọc ngựa vằn có thể tạo ra ảo ảnh quang học khi con vật di chuyển, giúp nó tránh khỏi sự tấn công của nhiều loại động vật ăn thịt và côn trùng sống ký sinh. Đặc điểm trên cơ thể loài ngựa vằn giúp chúng có thể tránh xa nhiều loài côn trùng chuyên đi hút máu, thậm chí cả ruồi những hàng sọc phản chiếu ánh sáng Đặc điểm trên cơ thể loài ngựa vằn giúp chúng có thể tránh xa nhiều loài côn trùng chuyên đi hút máu
Khi ngựa vằn di chuyển sẽ tạo ra cảm nhận thông tin sai lệch cho người xem. Con người và nhiều loài động vật khác có hệ thần kinh phát hiện chuyển động dựa trên đường nét vật thể nên dễ bị hiểu nhầm, đánh giá sai chuyển động của con vật. Các sọc đen trắng của ngựa vằn có tác dụng rất lớn, giúp chúng sống sót trong điều kiện khắc nghiệt và trước các loài thú ăn thịt. Trái ngược với nhiều người nghĩ, màu sắc sặc sỡ của ngựa vằn có thể thu hút các loài thú ăn thịt khác như sư tử hay linh cẩu. Tuy nhiên thực chất thì các sọc đen trắng này lại giúp ngựa vằn đánh lạc hướng các loài này.
Màu trắng và đen trên cơ thể ngựa vằn rất nổi bật giữa đồng cỏ. Thậm chí những loài động vật không tinh nhạy trong việc nhận biết màu, như sư tử chẳng hạn, cũng có thể dễ dàng nhận thấy. Các vằn của con ngựa thường có hướng thẳng đứng ở nửa thân trước, riêng nửa thân sau thì có hướng nằm ngang. Khi các con ngựa đứng gần nhau, các hoa văn hòa lẫn và chồng khít vào nhau khiến kẻ khác khó có thể phân biệt từng con riêng biệt. Điều đó khiến con thú ăn thịt khó có thể xác định mà tách riêng từng con ngựa để tấn công.
Các sọc chéo rộng bên hông, đường kẻ sọc hẹp trên lưng và cổ ngựa vằn gây ra ảo giác khi con vật di chuyển, đặc biệt trong một đàn ngựa vằn lớn. Điều này giúp đánh lạc hướng động vật ăn thịt, làm sai lệch quá trình tiếp cận của động vật ký sinh. Khi những con ngựa vằn đứng tập hợp lại với nhau, với số lượng các sọc đen trắng lớn có thể đánh lừa các loài ăn thịt khác. Giống như một dạng ảo ảnh quang học, khiến cho 10 con ngựa vằn đứng gần nhau trông giống như một khối khổng lồ. Đánh lừa các loài ăn thịt và khiến chúng không dám tới gần.

## Nguy cơ
Ngựa vằn núi Cape, mặc dù không bao giờ có nhiều ở địa phương, trước đây có người ở tất cả các dãy núi của tỉnh miền nam Cape của Nam Phi. Vào năm 1922, tuy nhiên, chỉ có 400 được cho là tồn tại. Năm 1936, khi Bộ trưởng và cựu tổng chỉ huy chiến tranh Boer Jan Kemp đã yêu cầu hủy bỏ một dự trữ đặc biệt cho ngựa vằn núi Cape. Năm 1937, để đáp ứng với sự tiếp tục suy giảm, chính phủ thành lập Vườn quốc gia ngựa vằn Núi trên đồng cỏ lớn nhưng không có rừng keo gần Cradock, Nam Phi, nhưng dân số nhỏ của Cape ngựa vằn núi đã qua đời vào năm 1950. Đó dự án tái cấu năm đó ra khỏi quần thể còn lại gần đó bắt đầu.
Hiện, ngựa vằn Nam Phi còn khoảng 1.200 cá thể nhưng thường xuyên bị đe dọa trước các tác động của mất sinh cảnh, sự phát triển của các loài thuần chủng và nạn săn bắn bất hợp pháp. Vào khoảng năm 1930, ngựa vằn Nam Phi đã gần như tuyệt chủng trong tự nhiên (chỉ còn lại 100 cá thể) do sức ép của nạn săn bắn trái phép. Nhận thức rõ tầm quan trọng của loài động vật nguy cấp này, Chính phủ Nam Phi đã xây dựng khu bảo tồn thiên nhiên đầu tiên dành cho ngựa vằn Nam Phi vào năm 1937 và cho đến nay đã có 11 khu bảo tồn thiên nhiên dành cho ngựa vằn Nam Phi. Ngựa vằn Nam Phi thuộc Phụ lục I CITES và bị cấm buôn bán quốc tế vì mục đích thương mại.
Có 11 con vật được hiến tặng từ một trang trại gần đó vào năm 1950, và năm 1964 một đàn nhỏ được thêm vào. Đến cuối năm 1960, tổng dân số ngựa vằn núi Cape chỉ có 140 con là nhưng lớn đến 200 trong năm 1979, với 75% của các loài động vật ở Vườn Quốc gia ngựa văn Núi. Năm 1984, dân số đã trở lại đến 400 đầu ngựa. Kể từ sau đó một vài con ngựa vằn đã được du nhập lại với các Cape Point mục của Vườn Quốc gia Núi Table. Các mối đe dọa chính đối với chúng là mất môi trường sống cho việc khai thác đất nông nghiệp, săn bắn và bách hại. Một con ngựa vằn sẽ cho một lượng thịt lớn và săn bắt họ cho thức ăn (ví dụ như những nhóm du kích trong chiến đấu đã bắn chúng để làm thực phẩm) đã giảm số lượng của chúng.